# Теміртауське міське поселення
Темірта́уське міське поселення (рос. Темиртауское городское поселение) — сільське поселення у складі Таштагольського району Кемеровської області Росії.
Адміністративний центр — селище міського типу Теміртау.

## Населення
Населення — 3842 особи (2019; 4428 в 2010, 4978 у 2002).

## Склад
До складу поселення входять:
| Населений пункт   | Населення, осіб (2002) | Населення, осіб (2010) |
| ----------------- | ---------------------- | ---------------------- |
| Кедровка, селище  | 19                     | 18                     |
| Сухаринка, селище | 42                     | 31                     |
| Теміртау, смт     | 4843                   | 4352                   |
| Учулен, селище    | 74                     | 27                     |